# Grykat e Hapëta
Grykat e Hapëta är ett berg i Albanien.   Det ligger i prefekturen Qarku i Kukësit, i den norra delen av landet, 120 km norr om huvudstaden Tirana. Toppen på Grykat e Hapëta är 2 235 meter över havet. Grykat e Hapëta ingår i Prokletije.
Terrängen runt Grykat e Hapëta är huvudsakligen bergig.  Runt Grykat e Hapëta är det glesbefolkat, med 18 invånare per kvadratkilometer.. Närmaste större samhälle är Fierzë, 18,3 km sydost om Grykat e Hapëta. 
Omgivningarna runt Grykat e Hapëta är en mosaik av jordbruksmark och naturlig växtlighet. Inlandsklimat råder i trakten. Årsmedeltemperaturen i trakten är 6 °C. Den varmaste månaden är augusti, då medeltemperaturen är 18 °C, och den kallaste är december, med −6 °C. Genomsnittlig årsnederbörd är 2 006 millimeter. Den regnigaste månaden är januari, med i genomsnitt 252 mm nederbörd, och den torraste är augusti, med 46 mm nederbörd.